# Катакомби святого Калліста

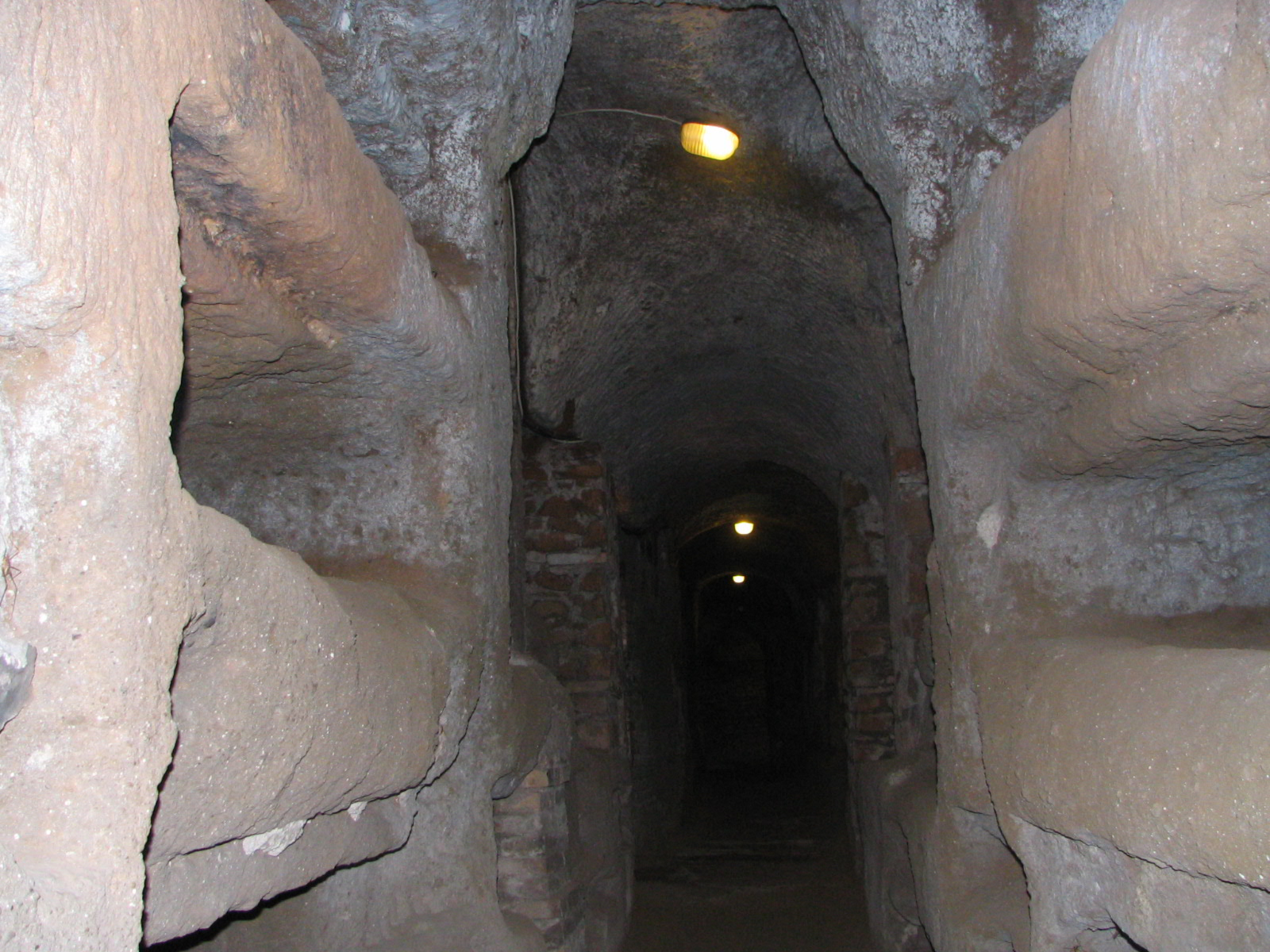
Прохід між нішами у катакомбах святого Калліста

Катакомби святого Калліста — одні з найбільших християнських катакомб Риму. Розташовані у зоні Старої Аппієвої дороги. Використовувалися для поховань протягом II–IV століть. Містять багато фресок і написів цього періоду, що свідчать про життя і смерть членів християнської громади Рима перших століть нової ери.

## Історія
Комплекс катакомб святого Калліста формувався протягом II–IV століття на базі декількох зон поховань, що раніше існували і поступово розширювались та злилися в єдину мережу до кінця IV століття. У числі первинних базових кладовищ можна згадати власне катакомби Калліста, а також крипту Луціни, цвинтар святого Марка, Марцелліна, Дамасія і Бальбіни.
Спочатку територія майбутніх катакомб знаходилася у приватних руках, потім власники земель, ставши християнами, передали свої володіння церкві. Рішення облаштувати тут кладовище для всіх членів християнської громади Риму належить римському єпископу Зефірину. Організація та управління комплексом поховань були доручені диякону Каллісту. До обов'язків Калліста було поставлено гідне поховання кожного померлого християнина, при цьому похорон бідних здійснювалися за рахунок церкви.
Калліст, що став після смерті Зефіріна його наступником, значно розширив і упорядкував катакомби протягом свого понтифікату, так що в церковній свідомості цей похоронний комплекс тісно пов'язаний з ім'ям Калліста.
Найстародавнішими частинами катакомб Калліста є крипта Луціни та секції, що включають крипту Пап, крипту святої Цецилії, кубікули Святих Тайн. У кінці III століття до них були приєднані секції святого Гая і святого Євсевія, а у другій половині IV століття — святого Ліберія.
Катакомби з самого свого виникнення грали в житті церковної громади подвійну роль. З одного боку, це був цвинтар, на якому належним чином міг бути похований кожен християнин, з іншого, катакомби стають місцем паломництва до гробниць шанованих мучеників. Згідно з традицією, у дні пам'яті мучеників (переважно в дні їх мученицької смерті — народження у вічне життя) на їх гробницях відбувалася літургія, і читалися мученицькі акти — розповіді про їх героїчний свідоцтві про Христа. До гробниць мучеників приходили і в інші дні, про ці приватні паломництва свідчать численні графіті — молитовні звернення до святих на стінах катакомб.
У IV столітті підземне кладовище були прикрашене папою Дамасієм, ним же написані численні віршовані епітафії, поміщені в найважливіших місцях катакомб.
Починаючи з V століття, в Італії панує хаос, пов'язаний з падінням Римської імперії, виникненням і падінням варварських держав. Життя Риму і відповідно Римської церкви зосереджується всередині Авреліанових стін, подорож за межі яких стає небезпечним. В зв'язку з цим, протягом V–IX століття з катакомб були вивезені мощі всіх шанованих святих.
Так, в 609 році папа Боніфацій IV перевіз в Пантеон, перетворений в церкву «Божої Матері і мучеників» (лат. Santa Maria ad Martyres), 28 возів з мощами. Похорони за межами Авреліанових стін також стали небезпечними. У результаті вже до IX століття катакомби виявляються настільки покинутими, що папі Пасхалію I з величезними труднощами (а, за переказами, ще й за допомогою самої святої) вдалося знайти тут мощі святої Цецилії.
Протягом наступних століть катакомби святого Калліста були повністю забуті. Їх нове відкриття відбулося у 1854 році. З цього часу катакомби активно вивчаються.
В наш час[коли?] для відвідування прочан і туристів відкрита лише незначна частина катакомб святого Калліста — друга ділянка (з чотирьох виявлених) рівнів катакомб. Всього ж площа території, під якою знаходяться досліджена частина цих катакомб, перевищує 36 га. Загальна довжина досліджених коридорів становить близько 21 км. Кількість виявлених поховань на сьогодні — близько 500 000. Втім, значна частина катакомб святого Калліста залишається, можливо, невідомою. Досі невідомо, наприклад, чи з'єднуються ці катакомби з прилеглими катакомбами святого Себастіана і святої Домітілли.

## Крипта Пап
Крипта Пап була одним з тих первинних центрів, навколо яких розрослися катакомби. У II столітті тут існувала приватна похоронна крипта. У III столітті вона стала використовуватися для поховання римських єпископів, більшість з яких прославилися як мученики або сповідники. Згодом крипта була прикрашена колонами з різьбленими капітелями, на яких спочиває склепіння. У V–VIII століттях тут спочивають мощі святих були перенесені в різні римські храми. Крипта є прямокутною, в нижньому ярусі її стін знаходяться чотири ніші з саркофагами, а вище ще 12 могил, по 6 на кожній з двох довгих сторін крипти. Наприкінці крипти у вівтарі облаштована ще одна могила. Всього тут було поховано дев'ять римських єпископів і вісім єпископів інших міст. На кожній з гробниць було висічені по-грецьки ім'я, потім Epi (тобто episcopos, титул «папа» по відношенню до римських первосвящеників почали вживати пізніше). На двох гробницях (пап Фабіана і Сікста II) присутні букви MRT, тобто martyros. Всього на гробницях збереглися імена наступних шести пап:
- Святий Понтіан (230—235) — був засланий на Сардинію і засуджений до робіт на руднику, де й помер. Відразу після смерті почали шанувати як мученика, через кілька років папа Фабіан переніс мощі свого попередника з Сардинії в катакомби святого Калліста. Зараз мощі спочивають під головним престолом церкви Санта Прасседе.
- Святий Антер (235—236) — наступник попереднього, 43 дня свого короткого понтифікату провів у в'язниці.
- Святий Фабіан (236—250) — після довгого понтифікату, що прийшов на період релігійної терпимості, був страчений під час гонінь Деція. Частина мощей знаходиться в церкві Сан Мартіно ай Монті, інша — у Сан Себастьяно фуорі ле Мура.
- Святий Луцій I (253—254) — був засланий до Чівітавеккія, де й помер. Мощі знаходяться в церкві Санта Чечілія ін Трастевере.
- Святий Сікст II (257—258) — був страчений під час гонінь Валеріана. Його мученицька смерть безпосередньо пов'язана з катакомбами: тут він був заарештований під час Богослужіння і після короткого суду страчений з чотирма дияконами 6 серпня 258 року. Ще один його диякон святий Лаврентій є одним з найвідоміших римських мучеників. Мощі святого Сикста спочивають у церкві Сан Сісто Веккіо (навпроти Терм Каракалли)
- Святий Євтихій (275—283) — останній з дев'яти пап, похованих в цій крипті.

Крім цих пап в крипті були поховані святі Стефан I (254—257), Діонісій (259—268) (мощі обох спочивають у Сан Сільвестро ін Капіте) і Фелікс I (269—274).
На правій стіні крипти збереглися два уривки з поеми папи Дамасія, присвяченій мучеництву Сикста II. Від імені Сикста II автор говорить: «В той час, коли меч пронизував утробу Матері (церкви), я, похований тут, був пастирем і вчителем Слова Божого. Коли раптово воїни увірвалися сюди і стягнули мене з кафедри, всі вірні схилили свої голови під меч. Але пастир, побачивши, що інші готові забрати в нього пальму (мучеництва), сам першим запропонував свою голову, бо не хоче, щоб лють (язичників) погубила паству.»